# Geranomyia risibilis
Geranomyia risibilis är en tvåvingeart som beskrevs av Alexander 1928. Geranomyia risibilis ingår i släktet Geranomyia och familjen småharkrankar. Inga underarter finns listade i Catalogue of Life.